# ハンダラ
ハンダラ（英字表記例：Handala、アラビア語：حنظلة、 文語アラビア語発音：Ḥanẓala(h), ハンザラ、口語アラビア語（現地方言）発音：Ḥanḍala, ハンダラ）は、パレスチナの風刺漫画家によって生み出された10歳の少年という設定のパレスチナの象徴的キャラクターであり、パレスチナ人そのものを擬人化した存在とされている。
このキャラクターは、パレスチナ難民で風刺漫画家のナージー・アル＝アリー（ناجي العلي, Nājī al-ʿAlī）がクウェートで生活していた1969年に創作され、1973年に初めて現在の形になった。
ハンダラはナージー・アル=アリーの漫画の代表作となり、パレスチナ人のアイデンティティと強い抵抗の象徴的なシンボルであり続けている。このキャラクターは「戦争、抵抗、そしてパレスチナ人のアイデンティティを驚くほど明瞭に描いている」と評されている。
名前はアラブ地域の砂漠に生えるスイカによく似た植物コロシント(学名：Citrullus colocynthis、アラビア語ではハンダハラ)に由来する伝統的アラブ男性名ハンザラ（アラビア語：حنظلة、 文語アラビア語発音：Ḥanẓala(h)）にちなむ。ハンザラの実は非常に苦くアラビア語では苦味の代名詞ともなっているが、作者は激しい苦味を持つ実から取られた古いアラブ人名が意味も語の響きもぴったりだと感じ、スースー（سوسو, Sūsū）やズーズー（زوزو, Zūzū）といった（今風の小洒落た愛らしい）名前ではなくハンザラ（ハンダラ）を敢えて選んだという。名前の由来になった実が持つ激しい苦味はパレスチナ人たちの苦しく悲劇的な生き様を表すものであり、このキャラクターは名前自体もパレスチナを体現する存在だとみなされている。

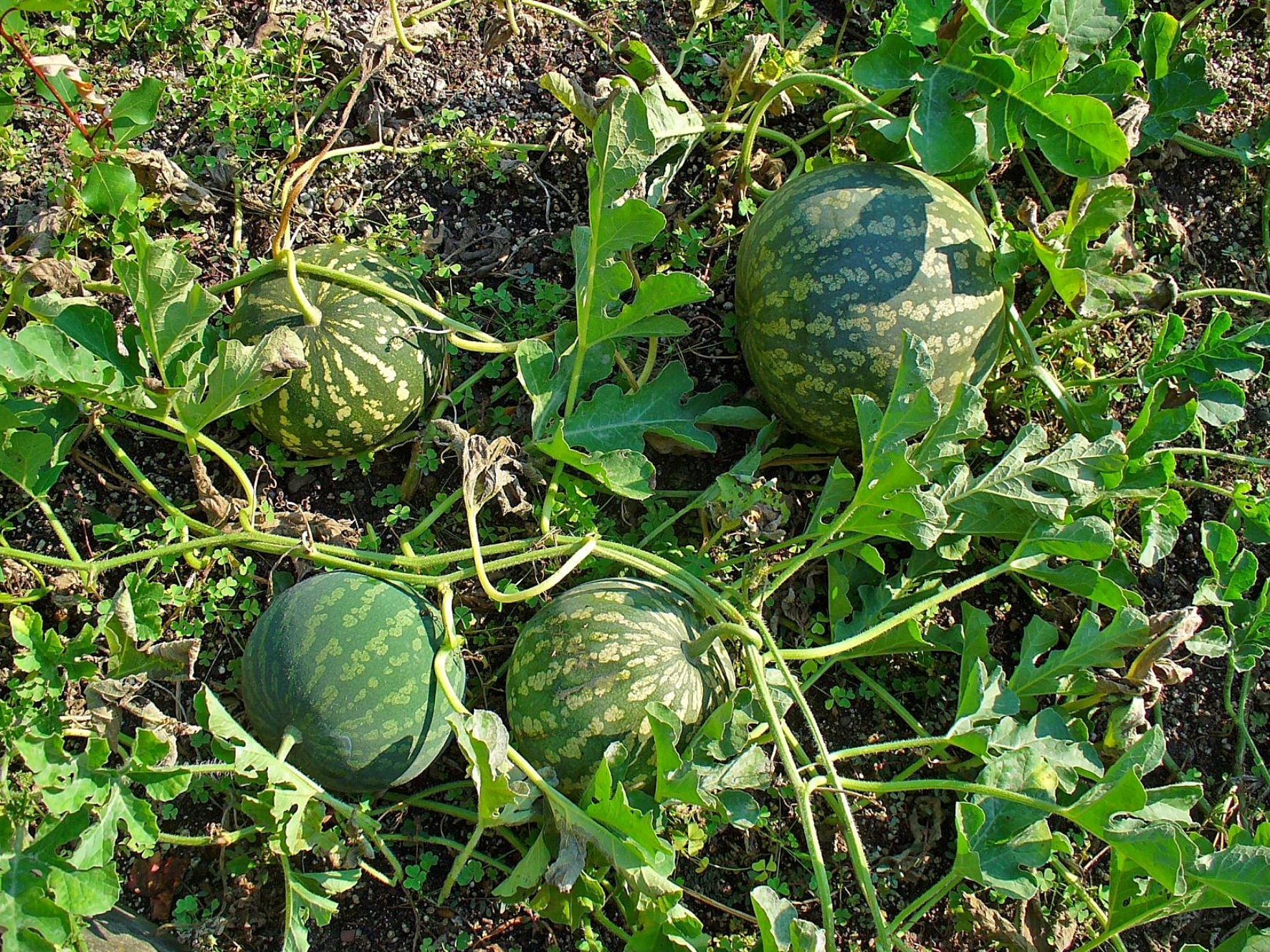
ハンダラの名前の由来となった植物、コロシント(学名: Citrullus colocynthis)

ハンダラの影響は、1987年にナージー・アル=アリーが暗殺された後の数十年間に渡って続いている。今日でもこのキャラクターはパレスチナ人の代表として広く親しまれており、ヨルダン川西岸地区(特にヨルダン川西岸地域の分離壁のグラフィティ・アートとして）、ガザ地区、その他のパレスチナ難民キャンプの至る所の数多くの壁や建物に描かれているほか、タトゥーやジュエリーのモチーフとしても人気がある。

## 初期の出版物
ハンダラは1969年7月13日にクウェートの新聞アッ=スィヤーサ紙に初めて登場し、その際は正面を向いていたが、1973年の十月戦争以降は初めて見る者に背を向け、両手を後ろで組んでいた。

## 象徴的意味
ハンダラの10歳という年齢は、1948年のイスラエルの建国に伴なうナクバによってパレスチナを強制退避させられ、占領された祖国に帰還出来るまで成長しなかったナージー・アル=アリーの年齢を表している。ナージー・アル=アリーは次のように書いている:
ハンダラは10歳で生まれ、これからもずっと10歳です。私が祖国を離れたのはその年齢でした。ハンダラが帰還する時、彼はまだ10歳で、そしてその後成長し始めます。自然の法則は彼には適用されません。 彼はユニークです。 祖国が返還されたら、物事は再び正常に戻るでしょう。
背を向け両手を組んだ彼の姿勢は、このキャラクターの "アメリカ流の解決策が提示された時の拒絶"と、また "私たちの地域における現在のすべての否定的な潮流に対する拒絶の象徴"を表している。
ハンダラのボロボロの服と裸足の立ち姿は、ナージー・アル=アリーが覚えていた難民キャンプの子供たちの姿で、貧しい人々への忠誠を象徴している。ナクバで祖国を追われたナージー・アル=アリー自身が行き着いた先は、特に過酷な生活を強いられたレバノン南部のアイン・アル・ヒルウェ難民キャンプだった。
ナージー・アル=アリーはハンダラを"大儀の象徴"と表現した:
彼はコンパスの矢印であり、着実にパレスチナを指し示していました。地理的な意味でのパレスチナだけでなく、人道的な意味でのパレスチナは、それがエジプト、ベトナム、南アフリカのどこにあろうとも、大儀の象徴です。

ハンダラは、占領に対峙し、占領支配下での困難の生活に直面しているパレスチナの子供と理解されている

ハンダラの刺々しく立った髪は、「対抗手段として棘を使うハリネズミの毛のよう」だとも述べている。

国際連合はハンダラを「パレスチナ難民と彼らが耐え続ける不正義の象徴」だとの認識を示している

## レガシー

ヨルダン川西岸地域ベツレヘムの分離壁のグラフィティ・アート: ハンダラと"ピエタ"としての自由の女神

ナージー・アル=アリーは暗殺される前のインタビューで、「私が創り出したハンダラは、私が死んだ後も死ぬことはない。私が死んでもハンダラで生き続けるというのは過言ではないことを願っています」と語っていた。現在、ハンダラのモチーフは以下のように使われている:
- ヨルダン川西岸地区(特にヨルダン川西岸の壁のグラフィティ・アート)、ガザ地区、その他のパレスチナ難民キャンプの至る所の数多くの壁、建物、土産物店のグラフィティ[10]
- イスラエルのアートワークでは、特にイスラエルのキャラクター、スルリク（英語版、ヘブライ語版）と並んでいる[18]。

## モチーフ・ギャラリー

ヨルダン川西岸地域のベツレヘムに建設された分離壁にて
ヨルダン川西岸地域のベツレヘムに建設された分離壁にて
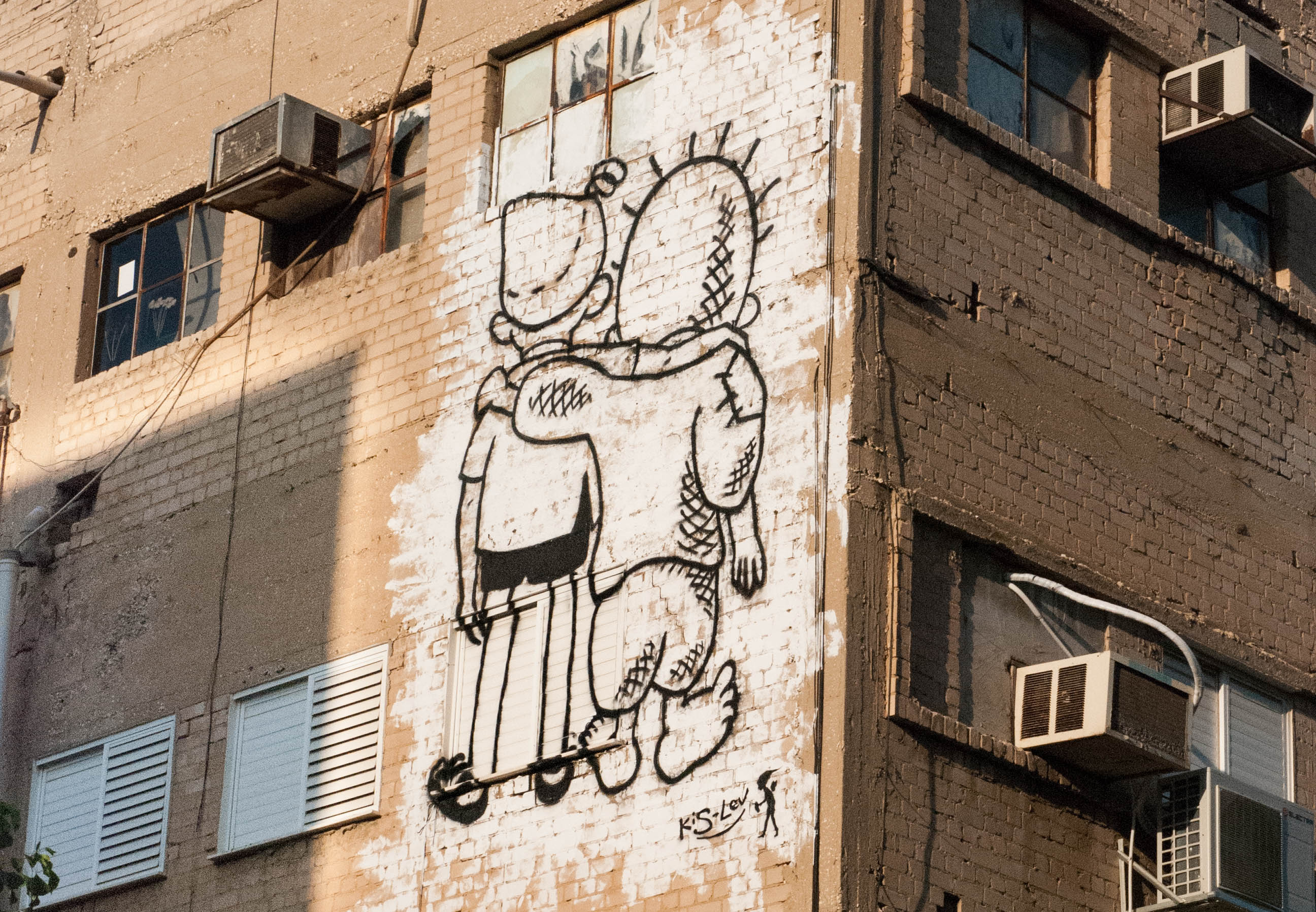
ハンダラがスルリク（英語版、ヘブライ語版）と並ぶ『ピース・キッズ（英語版）』と名付けられた壁画、フロレンティン、テル・アビブ（英語版）